# Saalmuellerana glebosa
Saalmuellerana glebosa là một loài bướm đêm trong họ Noctuidae.